# Торфяная (станция, Белобережская УЖД)
Торфяна́я (также — Бе́лые Берега́) — центральная станция Белобережской узкоколейной железной дороги, расположенная в посёлке городского типа Белые Берега — пригороде Брянска.
Станция была построена вскоре после ввода в эксплуатацию Брянской ГРЭС для доставки и разгрузки торфа с близлежащих месторождений; движение открыто в 1932 году.
В 1960-80-е годы — относительно крупная грузовая и сортировочная станция (8 путей). Кроме того, осуществлялось регулярное пассажирское сообщение на участках Белые Берега — Пальцо и Белые Берега — Тёплое.
Демонтаж путей на станции начат в 1996 году; окончен в начале XXI века. Сохранилось деревянное 2-этажное здание вокзала на ул. Транспортной.